# Centro de Segurança Veicular
O Centro de Segurança Veicular do World Trade Center (em inglês:  Vehicular Security Center; VSC) é um complexo de segurança para entrega de caminhões e um estacionamento subterrâneo no World Trade Center. A entrada do VSC está localizada no nível da rua ao longo da extremidade sul do Memorial & Museu Nacional do 11 de Setembro na Liberty Street. O VSC é conectado por meio de túneis que se estendem a todos os 16 acres (65,000 m2)   do WTC, ligando o posto de controle de segurança em sua entrada com os prédios. Garagens subterrâneas oferecem estacionamento para inquilinos, visitantes e ônibus de turismo.
O Parque da Liberdade, um parque elevado de 1 acre (4,000 m2), fica acima do VSC. A Igreja Ortodoxa Grega de São Nicolau, que foi destruída durante os ataques de 11 de setembro, também será reconstruída no parque, também acima do VSC.
O Five World Trade Center foi planejado para ser construído adjacente à extremidade sul do VSC e do Parque da Liberdade, no local do antigo Deutsche Bank Building. Desde 2014, a Autoridade Portuária não prosseguiu com a construção do prédio até que ocupantes sejam encontrados.